# 901
| [ Edytuj tabelę ]          |                                                        |
| Król Anglii                | - 899 Edward Starszy 924                               |
| Hrabia Aragonii            | - 893 Galindo II 922                                   |
| Król Armenii               | - 890 Symbat I Męczennik 913                           |
| Hrabia Barcelony           | - 897 Wilfred Borrell II 911                           |
| Książę Bawarii             | - 889 Luitpold 907                                     |
| Książę Burgundii           | - 880 Ryszard I Prawodawca 921                         |
| Cesarz Bizancjum           | - 886 Leon VI Filozof 912 - 886 Aleksander 913         |
| Chan Bułgarii              | - 893 Symeon I 913                                     |
| Cesarz Chin                | - 888 Tang Zhaozong 904                                |
| Książę Czech               | - 895 Spitygniew I 915                                 |
| Władca Egiptu              | - 896 Harun Ibn Chumarawajh 904                        |
| Król Franków wschodnich    | - 900 Ludwik IV Dziecię 911                            |
| Król Franków zachodnich    | - 893 Karol III Prostak 922                            |
| Cesarz Japonii             | - 897 Daigo 930                                        |
| Kalif                      | - 892 Al-Mu’tadid 902                                  |
| Król Khmerów               | - 889 Jaszowarman I 910                                |
| Wielki książę Kijowa       | - 882 Oleg Mądry 912                                   |
| Patriarcha Konstantynopola | - 893 Antoni II Kauleas 901 - 901 Mikołaj I Mistyk 907 |
| Król Leónu                 | - 866 Alfons III Wielki 910                            |
| Król Mercji                | - 879 Aethelred 911                                    |
| Król Nawarry               | - 880 Fortún Garcés 905                                |
| Król Norwegii              | - 872 Harald Pięknowłosy 930                           |
| Papież                     | - 900 Benedykt IV 903                                  |
| Cesarz rzymski             | - 901 Ludwik III Ślepy 905                             |
| Książę Saksonii            | - 880 Otto Dostojny 912                                |
| Król Szkocji               | - 900 Konstantyn II 943                                |
| Doża Wenecji               | - 888 Pietro Tribuno 912                               |
| Książę Węgier              | - 896 Arpad 907                                        |
| Książę wielkomorawski      | - 894 Mojmir II 906 - 894 Świętopełk II 906            |

Rok 901 / CMI
stulecia: IX wiek ~
X wiek ~
XI wiek

lata: 891 «
896 «
897 «
898 «
899 «
900 «
901
» 902
» 903
» 904
» 905
» 906
» 911

## Wydarzenia
- Azja
  - powstało królestwo Hu Kogurjo (późniejsze Kogurjo).
- Europa
  - luty – król Dolnej Burgundii i Włoch Ludwik Ślepy został cesarzem jako Ludwik III

## Zmarli
- Caoshan Benji – chiński mistrz chan, współzałożyciel szkoły caodong (ur. 840)